# Mezoregija Istočno Sarajevo
Mezoregija Istočno Sarajevo je jedna od čvorišno-funkcionalnih regija Republike Srpske. Postoji više raznih regionalnih podjela Republike Srpske, a u gotovo svakoj od njih Istočno Sarajevo sjedište je jedne od regija.
Regija Istočno Sarajevo ne obuhvaća isti prostor u regionalnim podjelama Republike Srpske. Prostorni plan Republike Srpske definira ju kao mezoregiju i ove su općine dio te regije:
- općine grada Istočnog Sarajeva
- Rogatica
- Han Pijesak
- Višegrad
- Novo Goražde
- Kalinovik

te općine Podregije Foče:
- Foču
- Čajniče

Taj prostor pokriva i Centar javne sigurnosti Istočno Sarajevo, dok je prostor nadležnosti Okružnog suda u Istočnom Sarajevu nešto drugačiji i obuhvaća ove općine:
- općine grada Istočnog Sarajeva,
- Rogaticu,
- Han Pijesak,
- Višegrad,
- Novo Goražde,
- Vlasenicu
- Miliće i
- Šekoviće

U zemljopisnim udžbenicima izdvojena je bipolarna Sarajevsko-zvornička regija koju čine općine:
- općine grada Istočnog Sarajeva bez južnog dijela općine Trnova,
- Rogatica,
- Han Pijesak,
- Višegrad,
- Novo Goražde,
- Vlasenica,
- Milići,
- Šekovići,
- Srebrenica,
- Bratunac,
- Osmaci i
- Zvornik.

- Mezoregija Istočno Sarajevo prema Prostornom planu Republike Srpske; isti prostor je i u nadležnosti Centra javne sigurnosti Istočno Sarajevo
- Općine koje su u Okružnog suda u Istočnom Sarajevu
- Sarajevsko-zvornička regija prema zemljopisnim udžbenicima